# André Burdino
André Burdino   (Comblanchien, 3 de febrer de 1891 - Saint-Cloud, 7 de juliol de 1987) fou un tenor francès.
L'últim fill de deu germans, André Burdino es familiaritza molt aviat amb el bel canto gràcies al seu pare italià que cantava totes les àries operístiques més importants. No pensa en cantar i es converteix primer en escultor. Es va traslladar a París per treballar en un taller a Boulogne-sur-Seine, amb l'ambició de convertir-se en escultor. Durant una actuació de Manon a l'Opéra-Comique, té la revelació de la seva vocació pel teatre i es va proposar cantar aquesta òpera un dia en aquesta sala. Deixa l'escultura i estudia cant amb els germans Archimbaud. Comença a fer audicions, però la Primera Guerra Mundial li impedeix començar la seva carrera professional. Mobilitzat el gener de 1915 als serveis de salut, és una infermer al front de Verdun. Refornat el 1917, reprèn l'estudi del cant i, el 1918, comença al Theatre Moncey de París en el paper d'Ange Pitou de La Fille de madame Angot (Charles Lecocq). Aquest és el començament d'una llarga carrera durant la qual canta en francès i en italià. Es va casar amb la cantant Elen Dosia amb qui va compartir el cartell en moltes actuacions, inclosos els Estats Units. Es va retirar de l'escena l'any 1955, a l'edat de seixanta-quatre anys, després d'haver-se tornat a casar amb una dona jove amb qui va tenir tres fills. Amb la seva dona, que és comerciant, va dirigir una botiga d'antiguitats en el XV arrondissement de París durant vint-i-tres anys. Es va retirar a l'edat de vuitanta-cinc anys i va passar els últims anys de la seva vida a Le Cannet a la Côte d'Azur. Va morir a París a casa seva a Saint-Cloud als 97 anys.

## Carrera
1918-1919

Va actuar en diversos escenaris parisencs, després a Rouen i Estrasburg en un repertori lleuger: La Fille de madame Angot de Charles Lecocq, Les Dragons de Villars de Aimé Maillart, La Fille du régiment de Gaetano Donizetti.
1920

Després d'una gira per Vittel, Contrexéville, Trouville, Gerardmer..., va ser contractat com a primer tenor pel Teatre Reial de Gant. Allà va conèixer la soprano Vina Bovy que serà la seva companya i parella habitual fins a finals dels anys vint. Va fer seixanta actuacions per a la temporada 1920-1921.
1921

Al Théâtre de Ghent, va actuar amb «un gran èxit» Mârouf savetier du Caire, creació d'Henri-Benjamin Rabaud. Al maig va debutar a la Gaîté Lyrique de París amb el rol d'Almaviva de la mà del Il barbiere di Siviglia de Gioacchino Rossini, després va actuar al mateix escenari La Vivandière de Benjamin Godard i La Juive de Jacques Fromental Halévy. Compromís a Pau amb Vina Bovy la temporada 1921-1922, actuà al Vieux Théâtre durant quaranta funcions. Debut amb Manon de Jules Massenet.
1922

André Burdino i Vina Bovy es van comprometre a la Gaîté Lyrique per a la temporada 1922-1923. Canta a Blankenberg, Spa i Ostende. Va signar el seu primer compromís amb el Teatre Reial de La Monnaie, a Brussel·les, per a la temporada 1922-1923. Hi va debutar amb Carmen de Georges Bizet i va mantenir una relació privilegiada amb el públic de La Monnaie al llarg de la seva carrera. Actua a Lieja, Anvers, Mons i Verviers. Al desembre, canta la seva primera Manon a Gant.
1923-1924

Debut a l'Opéra-Comique, amb Carmen, al costat de Marthe Chenal. Debut a l'Òpera Francesa d'Anvers. Canta a Nancy, Lió, Tolosa, Niça. Debut a Marsella per a la temporada de la inauguració de l'Òpera, reconstruïda després de l'incendi de 1919 i on va ser el primer a interpretar Werther i Don José. Al llarg de la seva carrera se sentirà molt a prop del públic de Marsella. Temporada completa a La Monnaie, amb deu actuacions al mes. Va participar en el revival dArmide de Gluck i en les creacions de La Habanera Raoul Laparra, La Foire de Sorotchintsy Modest Mússorgski) i La vida breve (Manuel de Falla, mentre cantava el seu repertori habitual.
1925

Lió, Niça i Bordeus. Debut a l'Opéra-Comique amb Madame Butterfly de Giacomo Puccini. Temporada a la Casa de la Moneda.
1925-1926

Temporada a l'Òpera de Marsella: Werther (Massenet), Carmen i Manon. Les Contes d'Hoffmann d'Offenbach, Sapho de Charles Gounod. Ostende, Blankenberg i Spa.
1927

Inicis a Itàlia, a Brescia amb Manon. Debut al Liceu de Barcelona, al costat de Vina Bovy. Hi haurà set temporades seguides. És contractat per la Companyia Lirica Italiana amb la qual realitza una important gira per Sud-amèrica. Manon al Colon de Buenos Aires. Rio de Janeiro, i Sao Paulo on canta Manon, Carmen, La Traviata (Verdi), La Bohème i Tosca (Puccini).
1928

Tour triomfal a Itàlia, a Piacenza, Cremona, Pàdua, Mòdena, Gènova, Parma, Torí, Nàpols. Retorn a França a l'Opéra-Comique, Lió al Grand Théâtre, Niça i després Anvers. Opéra de Marsella durant una temporada de tres mesos (Carmen, Werther, Manon, Roméo et Juliette de Gounod, La Bohème, Rigoletto de Verdi, Tosca).
1929
Va debutar com Romeo al Covent Garden on va actuar sis anys consecutius. Debuts a l'Europa central (Praga, Bratislava), cada actuació donant lloc a longs aplaudiments. Des del 1929 i fins al 1938, assegurarà visites anuals regulars a Belgrad, Zagreb, Praga, Brno, Bratislava, Marienbad, Francebad, Carlsbad. També canta a Lió, Montpeller i Itàlia.
1930

Gira francesa: Avinyó, Tours, Grenoble, Bordeus, Lió, Toulon, Marsella, París, Opéra-Comique. Anvers, Gant, Viena, Alger i Tunis.
1931

Retorn a Bèlgica, al Teatre Francès d'Anvers, on estarà compromès fins al 1933. Lohengrin, de Wagner, a l'Òpera de Lió. Actua al Stadttheater de Graz, a la Volksoper i a la Staatsoper de Viena, a Carlsbad...Carmen i Werther a l'Òpera de Zagreb. Covent Garden a Londres.
1932

Al gener va fer el seu debut brillant a l'Òpera de París amb Roméo et Juliette. Canta Romeu a Anvers. Per primera vegada, s'acosta al concert, a Lió i a París, a la salle Gaveau. Va donar recitals fins al 1950. Teatre Nacional de Praga (Werther, Manon, La Bohème i Carmen). Marsella, Bordeus (Roméo), Grenoble (El malabarista de Notre-Dame (ópera) de Massenet), Toulon (Werther, Carmen, Manon, Tosca, La Bohème, Rigoletto, Roméo et Juliette i Lakmé de Léo Delibes), Nord d'Àfrica: Alger, Tunis, Orà, Casablanca i Europa central.
1933-1935

Viatja per 53 ciutats de França amb 52 rols, dels quals 10 a italià. Nova temporada a Marsella. París, Opera-Comique. Aix-les-Bains, Reims, Tolosa, Lió, Bordeus, Marsella, Lieja i Viena. Bèlgica: Anvers, Charleroi, Lieja, Mons, Namur, Spa, Verviers. Al Teatre Romà d'Orange, va afegir al seu repertori el paper principal d'Orfeu de Gluck. Nantes, Marsella. Recital a la sala Rameau de Lió. El 1935 va crear La Chanson du bonheur de Franz Lehar a París. En total farà 120 actuacions.
1936

Abril, octubre, novembre, desembre a Marsella: directori habitual. Any del seu retorn a l'Òpera, on va reprendre La Traviata, Rigoletto i Lohengrin. Espectacles a Ostende i Praga. França: Reims, Tolosa, Niça, Toulon, Marsella, Bordeus, Lille, Montpeller, Lió, Vichy. Concert a la Salle Pleyel. Canta al pati dels Invàlids durant la celebració del centenari de la mort de Rouget de Lisle.
1937

Convidat amb motiu de la coronació del rei Jordi VI al Covent Garden, va cantar amb «gran èxit»1 a l'escenari londinenc The Tales of Hoffmann, Orpheus, Carmen, Tosca, Romeo and Juliet, La Traviata. Actuacions a Bucarest, Sofia, Budapest, Praga. Va debutar als Estats Units i al Canadà durant una gira de cinc setmanes, acompanyat de la seva dona, la soprano Elen Dosia. Temporada a l'Òpera Cívica de Chicago: La Traviata, Manon, Lakmé i Mignon d'Ambroise Thomas.
1938-1940

Contractat durant tres anys seguits als Estats Units (Chicago, Nova York, Filadèlfia, Baton Rouge) i al Canadà (Montreal), per estades de cinc mesos. The Tales of Hoffmann, La Traviata, Lakmé, Manon, Roméo, Carmen, a la Civic Opera de Chicago. Recitals. Théâtre de la Monnaie de Brussel·les, fins a la invasió de l'exèrcit alemany. La seva carrera a Amèrica del Nord i a l'estranger es veurà interrompuda per la Segona Guerra Mundial.
1941

Sota l'ocupació, va ser contractat a l'Opéra-Comique per a les temporades 1940, 1941 i 1942 però, havent-se negat a crear davant les tropes d'ocupació l'òpera de Hans Pfitzner Palestrina a l'Òpera de París, va ser destituït de les llistes nacionals dels Teatres. Això permetrà que els teatres provincials el mostrin amb més freqüència; es fa a Bordeus, Besançon, Dijon, Saint-Étienne, Saint-Chamond. Werther, Carmen, La condemnació de Faust (Hector Berlioz), Els contes d'Hoffmann, Lohengrin a Marsella. També cantarà Pagliacci de Ruggero Leoncavallo, i e MassenetGrisélidis, obra apresa expressament a petició del director, Michel Leduc.
1942-1949

Bordeus, Lió, Besançon, Dijon, Rouen, Saint-Étienne, Saint-Chamond, Niça. Gant, Lieja, Verviers (Les Contes d'Hoffmann) i a La Monnaie on cantarà habitualment Romeo i Faust de Gounod. Aïda (Verdi) a l'Òpera de París, en el paper de Radamès. Suïssa: Ginebra, Lausana, Berna. Lieja, Saarbrücken, Tunis.
1950

Al setembre, a Manila, a les Filipines, va oferir una sèrie de recitals, on va aconseguir un autèntic triomf. Canta a Metz, Rouen, Niça, després Lohengrin a Bordeus, Pagliacci a Marsella (el seu últim Canio).
1951-1954
Le Roi d'Ys d'Édouard Lalo, a l'Òpera de Lille. Marsella:
| « | <La darrera aparició de l'elegant André Burdino a Hérodiade (el març de 1951) va marcar el final d'una època.> | » |

 A l'Opéra-Comique, va actuar a Werther, Madame Butterfly i Louise de Gustave Charpentier.
1955

Va fer sis representacions de Madame Butterfly a l'Opéra-Comique. El 4 de desembre es va acomiadar de la Casa de la Moneda de Brussel·les amb Carmen.

## El cantant
| « | <L'esplendid Don José, l'elegant Mario Cavaradossi, el dolorós Werther, l'elegant Des Grieux, el romàntic Romeo, André Burdino encarnaven tots els herois del seu repertori en un estil perfecte, amb una rara sobrietat de gestos, una grandesa despullada d'actituds, un ús notable amb una veu flexible, admirablement timbrada, àmplia i meravellosament homogènia en tots els registres. Afavorit per un "bell físic d'actor" i una bella presència, també era un actor consumat del qual es notava la intel·ligència escènica. Interpretava els seus papers amb ardor i delicadesa, evitant efectes fàcils. El seu ritme, la seva distinció, la seva veu càlida eren sempre elogiats al mateix temps que el seu bonic fraseig que denotava el seu aferrament a la dicció perfecta. Va ser un cantant ple de valentia que "va guanyar el suport del públic des del primer moment". "El tenor carismàtic també va ser batejat pel públic de Chicago the dapper tenor> | » |

.

## Alguns companys d'escenari
Martha Angelici, Maryse Beaujon, Géori Boué, Vina Bovy, Yvonne Brothier, Marthe Chenal, Marie Delna, Marcelle Denya, Renée Doria, , Germaine Feraldy, Fanny Heldy, Suzanne Juyol, Victoria de Los Angeles, Grace Moore, Eide Norena, Germaine Pape, Lily Pons, Gabrielle Ritter-Ciampi, Bidu Sayao, Ninon Vallin, Geneviève Vix.

José Beckmans, René Bianco, Ernest Blanc, Jean Borthayre, Roger Bourdin, Paul Cabanel, Michel Dens, Xavier Depraz, , André Huc-Santana, Marcel Journet, Vanni Marcoux, Robert Massard, Camille Maurane, Pierre Nougaro, André Pernet, Ezio Pinza, Léon Ponzio, Lawrence Tibbett, Humbert Tomatis.

## Alguns directors d'orquestra
Ernest Ansermet, sir Thomas Beecham, André Cluytens, Pierre Dervaux, Georges Lauweryns, Paul Paray, Wilfrid Pelletier, Henri Tomasi, Albert Wolff.

## Discografia
| « | <"Si en queden alguns testimonis rars enregistrats per Parlophone i Polydor, encara que s'han tornat inaccessibles, el disc no ens ha deixat res del seu Werther, del seu Don José, del seu Hoffmann, i tanmateix aquest cantant va ser un dels més grans del seu temps".> | » |

## Filmografia
El 1932, La Voix qui meurt,, de Gennaro Dini, amb Marcelle Denya.